# Aramejski jezik
Aramejski (imperijalni aramejski, biblijski aramejski; ISO 639-3: arc) je jezik ili grupa jezika koji pripadaju semitskoj podskupini afrazijske jezične obitelji. Točnije, on je dio sjeverozapadne skupine semitskih jezika koja uključuje i kanaanske jezike kao što su hebrejski i fenički. Aramejska abeceda usvojena je kao osnova za mnoge druge jezike i preteča je hebrejskom, sirijskom i arapskom pismu. Tijekom svojih približno 3 100 godina pisane povijesti, aramejski je služio kao jezik administracije mnogih carstava i kao jezik bogoslužja, vjerskog učenja te govorni jezik nekolicine semitskih naroda s Bliskog istoka.
Povijesno gledano, aramejski je jezik aramejskih plemena, semitskog naroda u regiji između Levanta i sjeverne Eufratske doline. Do oko 1 000 prije Krista, Aramejci su formirali niz kraljevstava na teritoriju koje danas spada pod zapadnu Siriju. Aramejci su ojačali za vrijeme vladavine Kaldejaca (911. – 605. g. pr. Kr.) pod čijim utjecajem aramejski jezik postaje prestižan te se širi većim dijelom Mezopotamije i Levanta. 
Na njegovu vrhuncu, verzije aramejskoga govorile su se u dijelovima današnjih Iraka, Sirije, Libanona, Izraela, Jordana, Palestinskih Autonomnih Područja, Kuvajta, Sjevernog i Istočnog dijela Arapskog poluotoka i, u manjoj mjeri, dijelovima jugoistočne i južne središnje Turske te sjeverozapadnog Irana. Aramejski je bio jezik Isusa Krista koji je govorio galilejskim dijalektom, jezik kojim su napisani dijelovi biblijskih knjiga Daniela i Ezre, kao i jedan od jezika Talmuda.
Pismoznanci neo-asirske birokracije također su koristili aramejski, a tu su praksu, zajedno s drugim administrativnim praksama, kasnije naslijedili neo-babilonci (605. – 538. g. pr. Kr.) i Ahemenidi (539. – 323. g. pr. Kr.). Posredstvom učenih pismoznanaca, visoko standardizirani pisani aramejski (u svom Ahemenidskom obliku zvan carski aramejski) je postao lingua franca trgovine na Ahemenidskom teritoriju. Ta upotreba pisanog aramejskog jezika potom je dovela do usvajanja aramejskog pisma i, kao logograma, dijela aramejskog rječnika u pisanim oblicima nekoliko srednjeiranskih jezika, uključujući partski, perzijski, sogdianski i khwarezmianski.
Duga povijest aramejskog jezika, kao i njegova raznovrsna i rasprostranjena upotreba doveli su do razvoja mnogih različitih vrsta koje se ponekad smatraju dijalektima, iako su vremenom postale sasvim različite tako da se danas ponekad smatraju zasebnim jezicima. Ne postoji jedan jedinstveni aramejski jezik te svako vrijeme i mjesto ima svoju vlastitu varijaciju. Šire korišteni Istočni aramejski i Mandički oblici danas su uglavnom ograničeni na sjeverni Irak, sjeveroistočnu Siriju, sjeverozapadni Iran i jugoistočnu Tursku, dok se teško ugrožen Zapadni aramejski govori u malim zajednicama u sjeverozapadnoj Siriji i Izraelu.
Pojedini dijalekti aramejskog jezika koriste se kao liturgijski jezici od strane određenih vjerskih zajednica. Jedan od liturgijskih dijalekata je Mandički, koji je, osim što je živa varijanta aramejskog, također liturgijski jezik Mandeizma. Značajno rasprostranjeniji je sirijski, liturgijski jezik Sirijskih kršćana, osobito Asirske Crkve istoka, Kaldejske katoličke Crkve, Sirijske pravoslavne crkve, Asirske pentekostne crkve, Asirske evangeličke crkve, Drevne crkve Istoka, Sirijske katoličke crkve, Maronitske Crkve i Indijske kršćanske crkve Sv. Tome Apostola. Sirijski je također bio liturgijski jezik nekoliko već sada izumrlih gnostskih vjera, poput Manihejstva.
Neo-aramejske jezike govore kao prvi jezik pripadnici mnogih zajednica sirijskih kršćana, Židova i Mandejaca zapadne Azije, većinom Asiraca kojih ima od približno 575 000 do 1 000 000. Glavni jezici su asirijski neo-aramejski (235 000 govornika), kaldejski neo-aramejski (216 000 govornika) i turoyo (112 000 do 450 000 govornika), zajedno s nizom manjih usko povezanih jezika s ne više od 5 000 do 10 000 govornika. Oni su zadržali uporabu nekad dominantne lingua francae unatoč posljedičnim jezičnim promjenama koje su se dogodile na cijelom Bliskom istoku. Aramejski se jezici danas smatraju ugroženima. Koriste ih većinom starije generacije pa bi mogli izumrijeti unutar jedne generacije. Međutim, istraživači rade na snimanju svih dijalekata neo-aramejskih jezika kako bi ih sačuvali za buduće generacije prije nego što izumiru.
Neke aramejske riječi i značenje:
- yade - mama;
- baba - tata;
- kačke - djevojke;
- beyto - dom, kuća;
- ono - ja;
- zano - idemo;
- šlomo - pozdrav, dobar dan;
- taudi - hvala;
- haniye - dobar tek;
- hubo -  ljubav, živjeli;
- lahmo - kruh;

Napisano je kako se izgovara, jer aramejsko pismo je slično arapskom pismu i piše se s desna na lijevo. Ne postoji škola u kojoj se taj jezik može naučiti pisati i čitati, no aramejski svećenici organiziraju skupove u svojim crkvama, te podučavaju mlade o jeziku i kulturi svog naroda, a jer brakove uglavnom sklapaju međusobno, dakle rijetko za bračnog druga uzimaju nekoga tko je druge nacionalnosti, tako se i jezik jedino prenosi s generacije na generaciju. Isus Krist je govorio aramejski jezik.

## Vanjske poveznice
- arc.wikipedia.org - Wikipedia na aramejskom jeziku